# Стаса
Стаса је руско женско име настало од имена Анастасија. Такође је и варијанта имена Stacy на енглеском говорном подручју, а које је опет скраћени облик имена Анастасија (Anastasia).